# Pardosa kupupa
Pardosa kupupa là một loài nhện trong họ Lycosidae.
Loài này thuộc chi Pardosa. Pardosa kupupa được Benoy Krishna Tikader miêu tả năm 1970.